# Jehan Daruvala
Jehan Daruvala, né le 1er octobre 1998 à Mumbai, est un pilote automobile indien. Il dispute le championnat de Formule 2 FIA pour la saison 2020. Il est membre du Red Bull Junior Team de 2020 à 2022.

## Biographie

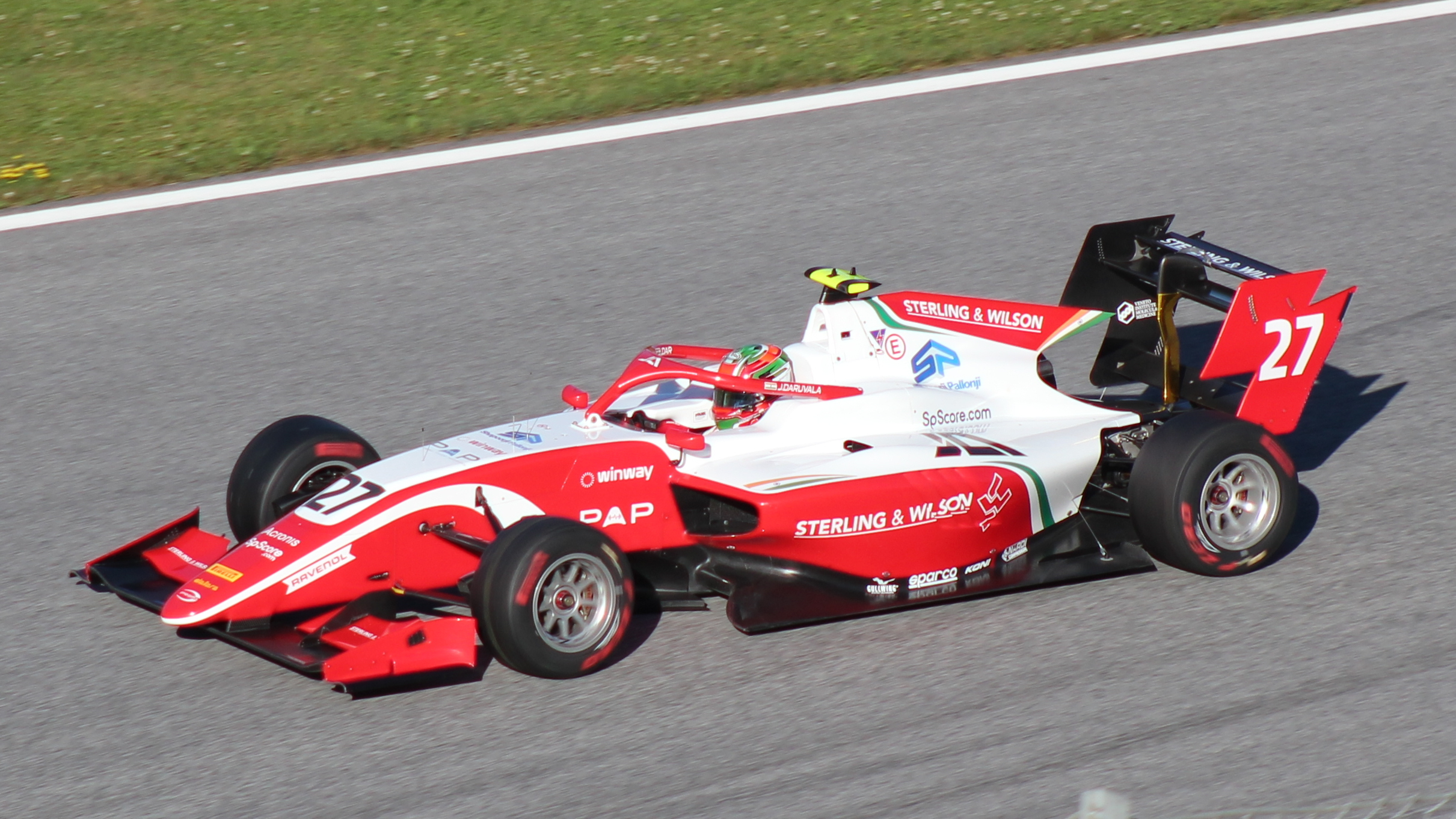
Jehan Daruvala en Formule 3 FIA en 2019 pour Prema Powerteam.

Jehan Daruvala nait en 1998 à Mumbai et fait ses études dans la même ville. Il commence le karting en 2011, remportant des titres en Asie, et se montrant aux premières places en Europe. Il est lauréat du programme de sélection de l'équipe de Formule 1 Force India pour recruter un jeune pilote indien : One in a Billion (en français : Un pour un milliard).
En 2015, il passe en monoplace et termine cinquième en Formula Renault 2.0 Northern European Cup. Il remporte sa première victoire dans ce championnat en 2016, terminant finalement quatrième. Malgré une saison « en-dessous de ses attentes », il rejoint le championnat d'Europe de Formule 3 avec Carlin Motorsport. Durant l'intersaison 2016-2017, il termine deuxième des Toyota Racing Series, conservant le soutien de Force India pour l'année à venir.
Pour cette saison 2017 en Formule 3 européenne, Jehan Daruvala devient le premier Indien à remporter une épreuve FIA, en s'imposant au Norisring, recevant de nombreuses félicitations notamment de la part de Narain Karthikeyan. Sixième au général et deuxième meilleur débutant, il décide de prolonger avec Carlin et de rester dans ce championnat pour la saison 2018. À plusieurs reprises sur le podium, il remporte une nouvelle victoire à Spa-Francorchamps. Anonyme en deuxième moitié de saison, cette année se révèle globalement décevante pour le pilote indien qui termine à une lointaine dixième place au général, et qui effectue une pige en GP3 Series en fin d'année.
Jehan Daruvala rejoint la prestigieuse équipe italienne Prema Powerteam pour la saison 2019 du nouveau championnat de Formule 3 FIA. Il se montre en lutte pour le championnat, avec une victoire en course sprint à Barcelone devant Jüri Vips, et une victoire lors de la course principale au Paul-Ricard. Avec deux victoires et une troisième place finale au championnat, il rejoint en février 2020 Carlin Motorsport pour la saison 2020 de Formule 2, intégrant par la même occasion le Red Bull Junior Team, programme de jeunes pilotes de l'écurie de Formule 1 Red Bull Racing,.

### Karting
Daruvala a commencé le karting à l’âge de treize ans en 2011, participant à de nombreux événements tout au long de sa carrière de karting. Il a remporté le championnat Asie-Pacifique 2012 et le championnat national Super 1 2013 en tant que champion et de nombreuses autres séries en tant que vice-champion en Asie et en Europe. Daruvala s’est classé troisième au Championnat du monde de karting 2014. Il a été entraîné par Rayomand Banajee qui a reconnu son talent très tôt et a joué un rôle déterminant dans sa formation. 

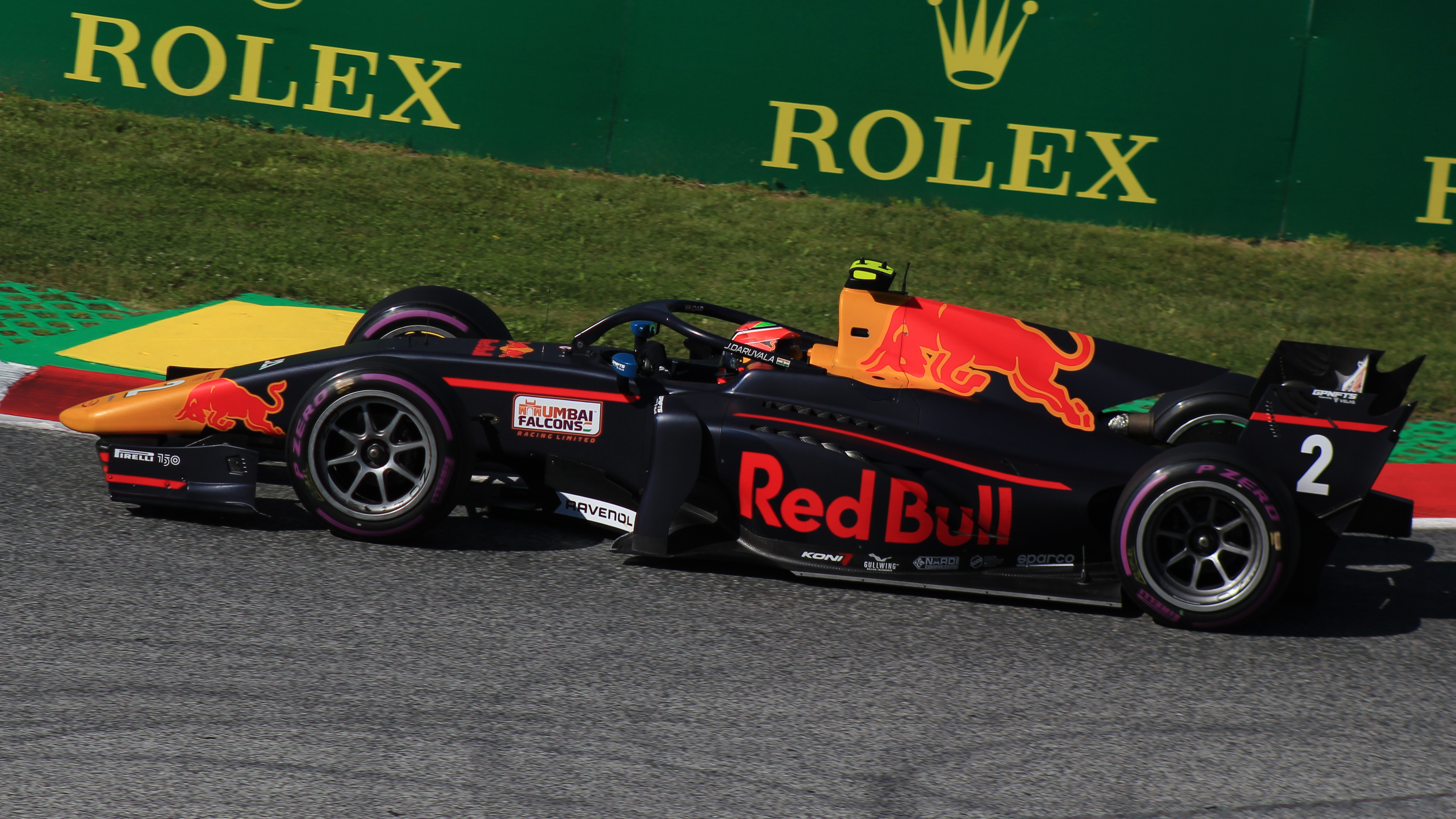
Jehan Daruvala en Formule 2 en 2022 pour Prema Racing.

### Formule Renault 2.0

#### 2015
En 2015, Daruvala est passé à la monoplace avec Fortec Motorsport dans les championnats de Formule Renault 2.0.  Trois podiums, et des points acquis régulièrement, l’ont aidé à se classer cinquième de la Coupe d’Europe du Nord. Il a participé en tant que pilote invité aux championnat Eurocup et ALPS.

#### 2016
L’année suivante, Daruvala est passé dans l'écurie des champions en titre Josef Kaufmann Racing associés à Lando Norris et Robert Shwartzman. Il a décroché la pole position de la course d’ouverture à Monza, et lors de la deuxième course, il est monté sur le podium. En Hongrie, il remporte sa première victoire en Coupe d’Europe du Nord. Trois autres troisièmes places ont permis à Daruvala de se classer quatrième de cette coupe. En Eurocup, Daruvala a obtenu un podium en course d’ouverture, mais n’a pas été en mesure de renouveler ce résultat. Il a finalement terminé neuvième du classement final.

### Formule 2
Il intègre la Formule 2 en 2020 au sein de l'écurie Carlin Motrosport.

## Résultats en compétition automobile
| Saison | Championnat                               | Écurie                 | Courses           | Victoires         | Pole positions    | Meilleurs tours   | Podiums           | Points            | Classement         |
| ------ | ----------------------------------------- | ---------------------- | ----------------- | ----------------- | ----------------- | ----------------- | ----------------- | ----------------- | ------------------ |
| 2015   | Formula Renault 2.0 Northern European Cup | Fortec Motorsport      | 16                | 0                 | 0                 | 1                 | 3                 | 194,5             | 5e                 |
| 2015   | Formula Renault 2.0 Alps                  | Fortec Motorsport      | 7                 | 0                 | 1                 | 0                 | 2                 | 0                 | NC (pilote invité) |
| 2015   | Eurocup Formula Renault 2.0               | Fortec Motorsport      | 7                 | 0                 | 0                 | 0                 | 0                 | 0                 | NC (pilote invité) |
| 2016   | Eurocup Formula Renault 2.0               | Josef Kaufmann Racing  | 15                | 0                 | 1                 | 0                 | 1                 | 62                | 9e                 |
| 2016   | Formula Renault 2.0 Northern European Cup | Josef Kaufmann Racing  | 15                | 1                 | 1                 | 1                 | 5                 | 223               | 4e                 |
| 2016   | Toyota Racing Series                      | M2 Competition         | 15                | 3                 | 1                 | 3                 | 6                 | 789               | 2e                 |
| 2017   | Championnat d'Europe de Formule 3         | Carlin Motorsport      | 30                | 1                 | 1                 | 0                 | 3                 | 191               | 6e                 |
| 2017   | Grand Prix de Macao                       | Carlin Motorsport      | 7e                | 7e                | 7e                | 7e                | 7e                | 7e                | 7e                 |
| 2017   | Toyota Racing Series                      | M2 Competition         | 15                | 2                 | 5                 | 2                 | 9                 | 781               | 5e                 |
| 2018   | Championnat d'Europe de Formule 3         | Carlin Motorsport      | 30                | 1                 | 1                 | 1                 | 5                 | 136,5             | 10e                |
| 2018   | Grand Prix de Macao                       | Carlin Motorsport      | 12e               | 12e               | 12e               | 12e               | 12e               | 12e               | 12e                |
| 2018   | GP3 Series                                | MP Motorsport          | 2                 | 0                 | 0                 | 0                 | 0                 | 0                 | 26e                |
| 2019   | Formule 3                                 | Prema Racing           | 16                | 2                 | 1                 | 2                 | 7                 | 157               | 3e                 |
| 2020   | Formule 2                                 | Carlin Motorsport      | 24                | 1                 | 0                 | 1                 | 2                 | 72                | 12e                |
| 2021   | Championnat d'Asie de Formule 3           | Mumbai Falcons Limited | 15                | 3                 | 3                 | 3                 | 9                 | 202               | 3e                 |
| 2021   | Formule 2                                 | Carlin Motorsport      | 23                | 2                 | 0                 | 1                 | 5                 | 113               | 7e                 |
| 2022   | Formule 2                                 | Prema Racing           | 28                | 1                 | 0                 | 2                 | 8                 | 126               | 7e                 |
| 2023   | Formule 2                                 | MP Motorsport          | 24                | 0                 | 0                 | 0                 | 3                 | 59                | 12e                |
| 2023   | Formule E                                 | Mahindra Racing        | Pilote de réserve | Pilote de réserve | Pilote de réserve | Pilote de réserve | Pilote de réserve | Pilote de réserve | Pilote de réserve  |